# Valerius Cordus

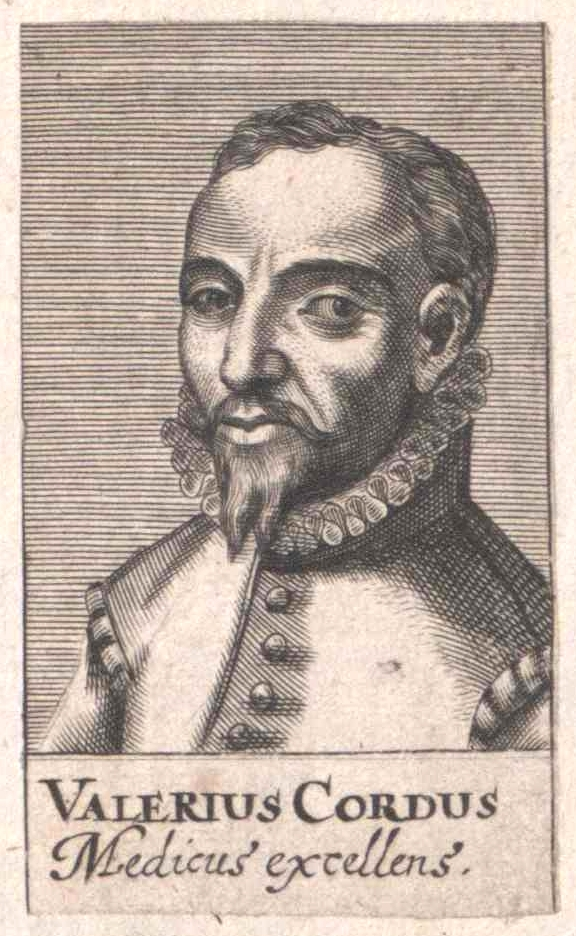
Valerius Cordus (1515-1544)

Valerius Cordus (ur. 18 lutego 1515 r. w Erfurcie, zm. 25 września 1544 r. w Rzymie) – lekarz, chemik i botanik niemiecki. Wraz z Hieronimem Bockiem, Ottonem Brunfelsem i Leonhartem Fuchsem jest zaliczany do wielkiej czwórki niemieckich ojców botaniki.
Podstaw botaniki uczył się od swego ojca, lekarza Euriciusa Cordusa, który z kolei przyswoił sobie tę wiedzę od botaników włoskich. Studiował medycynę na uniwersytecie w Wittenberdze, gdzie też już w 1531 r. uzyskał tytuł doktora. Jak przystało na renesansowego naturalistę zajmował się następnie wieloma dziedzinami nauk przyrodniczych. Studiował przyrodnicze traktaty starożytnych, znał również prace Paracelsusa. W 1540 r. jako pierwszy Europejczyk otrzymał eter drogą dehydratacji etanolu kwasem siarkowym. Jak się przypuszcza, V. Cordus poznał tę reakcję chemiczną od portugalskich podróżników, którzy właśnie powrócili z pierwszych wypraw do Indii.
W 1542 r. wyjechał do Italii, gdzie zachorował na malarię. Zmarł w młodym wieku, nie zobaczywszy wydanego drukiem żadnego ze swoich dzieł. W 1548 r. władze Norymbergi wydały jego Pharmacorum conficiendorum ratio. W 1561 r. ukazały się jego Annotationes in Pedacii Dioscoridis de Materia medica libros V – krytyczne opracowanie dzieła Pedaniosa Dioskuryda, w którym opisał ok. 500 gatunków roślin. V. Cordus nie ograniczał się jedynie do przywołania dawnych tekstów, lecz poczynił wiele w kierunku uściślenia opisów i wprowadzenia jednoznacznego nazewnictwa roślin. Dzięki zabiegom innego wybitnego naturalisty epoki, Konrada Gesnera, pośmiertnie ukazała się drukiem Historia Stirpium et Sylva V. Cordusa, złożona z komentarzy uczonego do tekstów Dioskuryda oraz z licznych uwag, jakie zanotowali podczas wykładów jego uczniowie.